# Cinderella Club
Il Cinderella Club fu un locale che sorgeva nel Greenwich Village a New York, all'indirizzo 82 West 3rd Street.
Il Cinderella fu, tra l'inizio degli anni trenta e la fine degli anni cinquanta un locale dove si rappresentavano musical (anche di ispirazione gay) e si esibivano importanti musicisti jazz. Per diverso tempo Thelonious Monk ebbe il posto di pianista del locale. Altri musicisti che vi si potevano trovare erano il sassofonista Steve Lacy, il bassista Ahmed Abu Malik, il trombonista Roswell Rudd.
Oggi allo stesso indirizzo sorge un locale dove si suona musica irlandese.